# ألكسندر سوكولوف
ألكسندر سوكولوف (بالروسية: Александр Александрович Соколов)‏ هو لاعب كرة قدم روسي في مركز الهجوم، ولد في 4 نوفمبر 1975 في سودجا في روسيا. لعب مع أرسنال تولا وأفانجارد كورسك ونادي نافتان نوفوبولوتسك ونادي هبوعيل إيروني كريات شمونة.